# Sœurs de Jésus Enfant
Ne doit pas être confondu avec Sœurs de l'Enfant Jésus - Nicolas Barré, Sœurs de l'Enfant Jésus – Providence de Rouen, Sœurs de l'Enfant-Jésus de Chauffailles, Filles de l'Enfant-Jésus, Oblates du Saint Enfant Jésus, Sœurs de l'Enfant-Jésus, Sœurs du Pauvre Enfant Jésus ou Sœurs du Saint Enfant Jésus.
Les Sœurs de Jésus Enfant  sont une congrégation religieuse féminine enseignante de droit pontifical.

## Histoire
La congrégation est fondée le 4 mars 1884 à Venise par Hélène Silvestri : alors qu'elle se dédie à plusieurs œuvres caritatives dans la paroisse de Santa Maria Gloriosa dei Frari dont l'œuvre de Jésus Enfant pour la préparation à la première communion, qui s'inspire de celle du même nom fondée en 1859 à Paris par le Père Pierre Olivaint, elle décide en 1884 de commencer une communauté pour l'éducation des jeunes filles et achète le palais Seriman pour en faire le siège de son institut.
Les constitutions religieuses sont rédigées par le jésuite Carlo Carli et le 15 juillet 1884 les premières postulantes prennent l'habit religieux. Le cardinal Giuseppe Sarto, patriarche de Venise, (qui deviendra le pape Pie X) accorde l'approbation diocésaine le 16 mars 1898.
L'institut reçoit le décret de louange le 14 mars 1932 et ses constitutions sont définitivement approuvées le 22 mai 1940.
Les sœurs se répandent rapidement à Grado, Trieste, Istrie et dans la province d'Udine. En 1951, elles acceptent le service dans la curie générale des Frères du Sacré-Cœur à Rome ; elles commencent à travailler dans les missions en 1961, en établissant des maisons au Brésil, et en 1964, elles se consacrent à aider les émigrants italiens en Suisse.

## Activités et diffusion
Les sœurs se consacrent à l'assistance et à l'enseignement des jeunes.
Elles sont présentes en :
- Europe : Italie, Suisse[5].
- Amérique : Brésil[6].
- Afrique : Côte d'Ivoire[7].

La maison-mère est au Cannaregio à Venise.
En 2017, la congrégation comptait 117 sœurs dans 24 maisons.